# Royce de Vries
Royce de Vries (’s-Hertogenbosch, 1989) is een Nederlands advocaat en schrijver.

## Levensloop
Royce de Vries heeft rechtsgeleerdheid gestudeerd aan de Universiteit van Amsterdam. Door het werk van zijn vader – misdaadverslaggever Peter R. de Vries – is Royce de Vries veel met media in aanraking gekomen, waardoor het volgen van de master Informatierecht een logische vervolgstap was in zijn juridische opleiding. Medio 2013 behaalde De Vries daadwerkelijk zijn masterdiploma en meesterstitel.
In 2014 startte De Vries zijn advocatencarrière bij Van Till advocaten, een middelgroot advocatenkantoor in Amsterdam-Zuid. Aanvankelijk begon hij zijn advocatencarrière op de sectie vastgoedrecht, maar in de loop der jaren kroop het bloed toch waar het niet gaan kon: hij ging zich meer en meer specialiseren in media- en entertainmentzaken. In zijn eerste jaar als advocaat is De Vries tevens een zaakwaarnemerskantoor gestart met zijn vader en met voetbalicoon Piet Keizer, waarmee hij profvoetballers juridisch adviseerde en begeleidde. Dat voetbalavontuur eindigde toen De Vries - samen met zijn vader en Khalid Kasem – eind 2017 het kantoor De Vries & Kasem advocaten oprichtte. Het kantoor zou zich specialiseren in media- en entertainmentrecht, cybercrime en straf- en slachtofferrecht. In deze jaren verkreeg De Vries als advocaat steeds meer bekendheid doordat hij optrad in vele mediagevoelige zaken voor diverse publieke figuren, journalisten, politici en (media)bedrijven, maar ook juist voor onbekende personen die – door wat voor reden dan ook – in de verdrukking kwamen.
Op 6 juli 2021 werd Peter R. de Vries neergeschoten in de Lange Leidsedwarsstraat in Amsterdam en zou negen dagen later komen te overlijden aan zijn verwondingen. Door eenieder wordt aangenomen dat de aanslag op hem verband houdt met zijn rol als vertrouwenspersoon voor de kroongetuige in het beruchte Marengo-proces.
Het overlijden van zijn vader had niet alleen op persoonlijk vlak grote gevolgen voor Royce de Vries, maar ook voor de wijze waarop hij invulling ging geven aan zijn werk. Naast zijn fulltimebaan als advocaat is De Vries – samen met zijn moeder Jacqueline en zijn zus Kelly – zich actief gaan bezighouden met het in standhouden van de legacy van Peter R. de Vries. Zo verleent De Vries als advocaat en vertrouwenspersoon bijstand aan diverse slachtoffers die bij leven nog door Peter R. de Vries werden geholpen. Daarnaast is De Vries – met zijn familie – actief betrokken geweest bij totstandkoming van de Videolandserie ‘Een Moord Kost Meer Levens’, een dramatisering van het gelijknamige boek van Peter R. de Vries. Ook zat hij in de kunstcommissie die verantwoordelijk was voor de keuze van het monument dat – naar aanleiding van de aanslag op zijn vader – op het Leidseplein geplaatst zal worden.
In november 2023 maakte Royce de Vries zijn debuut als schrijver met het boek ‘Ik beloof je dat ik honderd word’. Het boek bestaat uit het logboek dat zijn vader de laatste anderhalf jaar van zijn leven in het geheim bijhield als vertrouwenspersoon van Nabil B., de kroongetuige in het Marengoproces. Daarnaast bevat het boek dagboekfragmenten van Royce waarin schrijft over de band met zijn vader, maar ook over mooie, emotionele of grappige gebeurtenissen die het leven van hem en zijn familie hebben getekend. Het logboek van ‘Peter R.’ en het dagboek van Royce zijn met elkaar verweven tot 6 juli 2021, de datum waarop de aanslag plaatsvond. Royce de Vries schrijft daarna – noodzakelijkerwijs – alleen verder in zijn dagboek, waarin hij schrijft over de tijd in het ziekenhuis, het overlijden van zijn vader en de uitvaart in Koninklijk Theater Carré.

## Privéleven
De Vries is in 2022 getrouwd.

## Filmografie
- 2021: De Grote Sinterklaasfilm: Trammelant in Spanje, als rechercheur
- 2022: De Grote Sinterklaasfilm: Gespuis in de speelgoedkluis, als rechercheur
- 2023: De Grote Sinterklaasfilm en de strijd om pakjesavond, als voorbijganger
- 2024: De Grote Sinterklaasfilm: Stampij in de bakkerij, als hotelgast

### Bestseller 60
| Boeken met noteringen in de Nederlandse Bestseller 60 | Jaar van verschijnen | Datum van binnenkomst | Hoogste positie | Aantal weken | Opmerkingen                                               |
| ----------------------------------------------------- | -------------------- | --------------------- | --------------- | ------------ | --------------------------------------------------------- |
| Ik beloof je dat ik honderd word                      | 2023                 | 29-11-2023            | 1(5wk)          | 28           | een postume samenwerking met zijn vader Peter R. de Vries |